# Max Lazarus

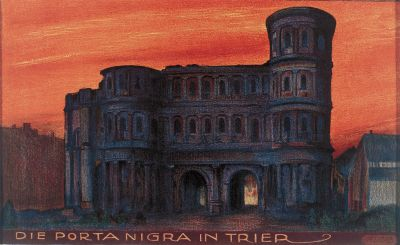
Die Porta Nigra in Trier, 1912, Farblithografie, 17,5 × 28,6 cm, Stadtmuseum Simeonstift Trier

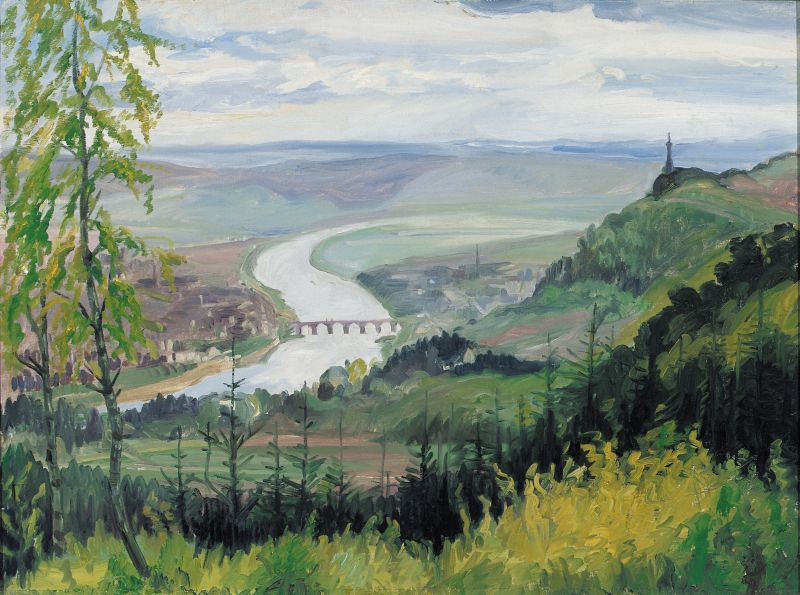
Blick auf Trier, um 1923, Öl auf Leinwand, nicht signiert, 73,5 × 99 cm, Stadtmuseum Simeonstift Trier

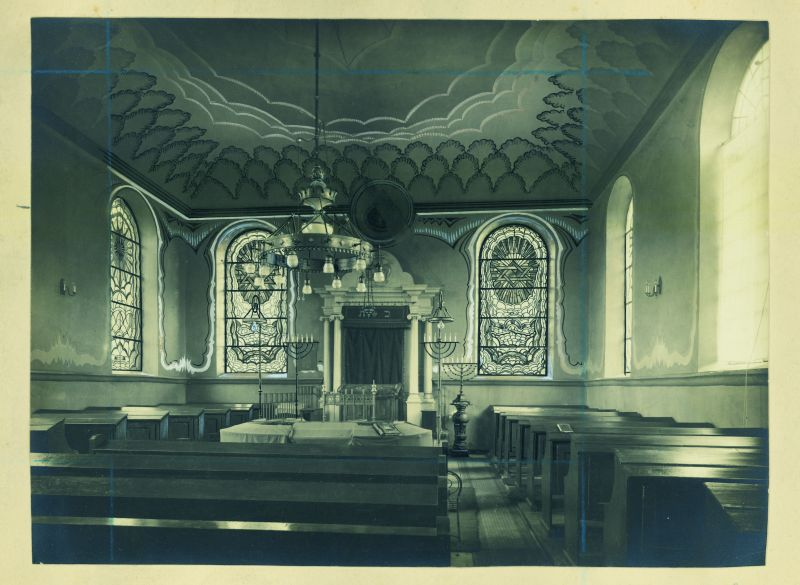
Innenansicht der Synagoge Merzig, um 1923, Foto: Stadtmuseum Simeonstift Trier, Schenkung Jim und Diane Kerr

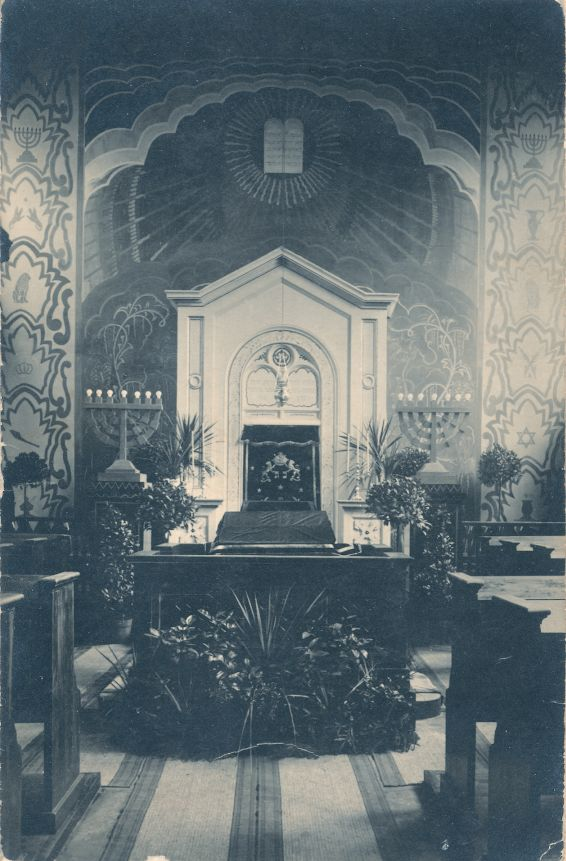
Inneres der Synagoge Homburg, 1922/23, Foto: Stadtmuseum Simeonstift Trier, Schenkung Jim und Diane Kerr

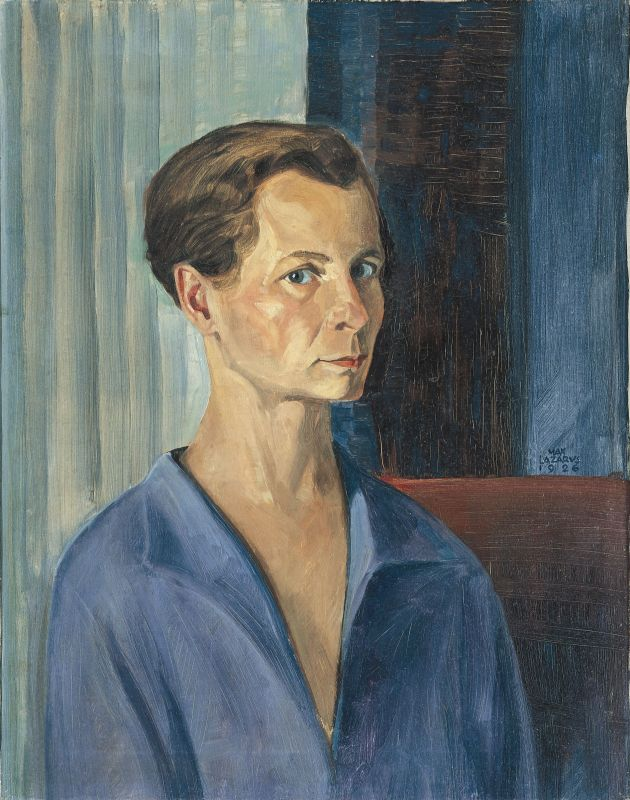
Porträt Frau Blatt, 1926, Öl auf Leinwand, signiert und datiert Mitte rechts, 67,5 × 53,3 cm, Stadtmuseum Simeonstift Trier

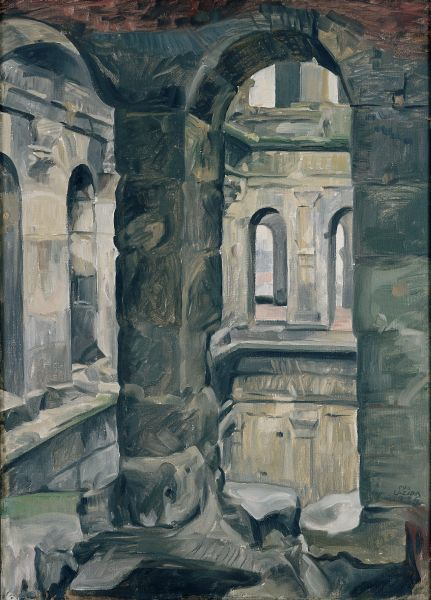
Porta Nigra III, 1926, Öl auf Leinwand, signiert und datiert unten rechts, 87,2 × 62,8 cm, Stadtmuseum Simeonstift Trier

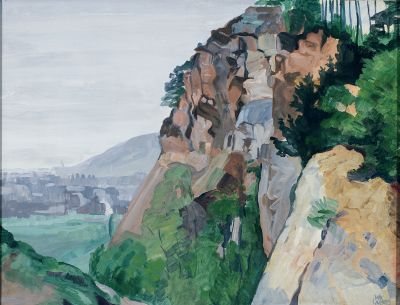
Blick auf Trier, um 1928, Tempera auf Pappe, signiert unten rechts, 60,5 × 80,5 cm, Stadtmuseum Simeonstift Trier

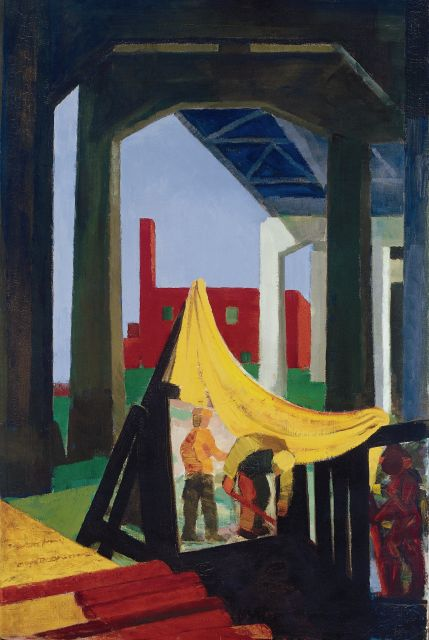
Viadukt, 1955, Öl auf Leinwand, signiert und datiert unten rechts, 76 × 50,7 cm, Privatbesitz

Max Lion Lazarus (* 12. Juli 1892 in Trier, Deutsches Reich; † 9. Dezember 1961 in Denver, Vereinigte Staaten) war ein deutscher Maler und bis 1933 einer der gefragtesten Synagogenmaler seiner Zeit.

## Herkunft und Ausbildung
Max Lazarus wurde als erstes Kind des jüdischen Ehepaares Lippmann (1865–1934) und Karoline Lazarus geb. Simon (1861–1937) in Trier geboren. Ihm folgten noch sechs Geschwister: Josef (1894–1958 New York), Bertha „Nani“ (1895–1942 Auschwitz), Julie (1897–1943 Sobibor), Suzanne (1899–1984 Denver), Berta Regina (1903–1943 Lódz) und Ernst (1905–1993 São Paulo). Lippmann Lazarus betrieb ein Geschäft als Holz- und Kohlenhändler in der Zuckerbergstraße schräg gegenüber der Synagoge, für die er einige Jahre lang als Synagogendiener (Schammes) und Friedhofsaufseher tätig war.
Max Lazarus besuchte zunächst die Jüdische Elementarschule, die seit 1825 bestand, später die Israelitische Volksschule, die kleinste Volksschule in Trier. Nach Beendigung der Volksschule im Frühjahr 1906 gab sein Vater ihn bei einem Dekorationsmaler in die Lehre, die er am 18. April 1906, noch nicht 14-jährig, begann. Sein Lehrherr, Carl Aich, war unter anderem als Kirchenmaler tätig, so dass Max Lazarus hier einen ersten Einblick in die farbige Gestaltung kirchlicher Räume bekam. Begleitend zur Lehre besuchte Max Lazarus die Malklasse bei August Trümper (1874–1956) in der Gewerblichen Fortbildungs- und Gewerbeschule Trier und blieb nach erfolgreichem Abschluss der Lehre im Jahr 1909 als Vollzeitschüler noch ein weiteres Jahr an der Schule, die am 1. April 1909 in „Handwerker- und Kunstgewerbeschule“ umbenannt worden war.
Von April 1910 bis April 1911 besuchte Max Lazarus die Kunstgewerbeschule Düsseldorf. 1883 gegründet, war diese kurz zuvor von Peter Behrens (Direktor 1903–1907) reformiert worden und gehörte somit zu den progressivsten Kunstgewerbeschulen im Reich, von Julius Meier-Graefe als „pädagogische Musteranstalt“ charakterisiert und 1906 neben der Kunstgewerbeschule in Wien gar als führende in Europa bezeichnet.
Die zweite Jahreshälfte 1911 arbeitete Lazarus in München in der Werkstätte für Dekorationsmalerei und kunstgewerbliche Arbeiten Karl Throll sowie in Innsbruck bei dem Dekorationsmaler, Zimmermaler und Lackierer Johann Birkmann.
Gemeinsam mit seinem früheren Lehrer August Trümper nahm er 1912 an einem Wettbewerb zur Erlangung von Entwürfen für Steinzeichnungen zur künstlerischen Ausgestaltung von Eisenbahnabteilen des Robert-Voigtländer-Verlages in Leipzig teil und reichte zwei Entwürfe ein. Lazarus‘ Entwurf der Porta Nigra vor glutrotem Himmel wurde von der Jury prämiert, angekauft und 1914 im Rahmen der Werkbundausstellung in Köln ausgestellt.
Vermutlich angespornt durch diesen ersten Erfolg zog Lazarus im Sommer 1913 nach Weimar und besuchte im Wintersemester 1913 die Großherzoglich-Sächsische Kunstgewerbeschule Weimar unter Henry van de Velde (1863–1957). Ganz offenbar schöpfte Lazarus alle Möglichkeiten aus, um sich an den fortschrittlichsten Institutionen der damaligen Zeit weiterzubilden. Immer wieder unterbrochen von Zeiten, in denen er den Lebensunterhalt und das Schulgeld verdiente, verschaffte er sich auf diese Weise einen umfassenden Überblick über das aktuelle Schaffen im Bereich der Kunst und des Kunstgewerbes in der spätwilhelminischen Ära.
Der Erste Weltkrieg unterbrach seine Ausbildung. Lazarus diente als Kanonier des Messtrupps 31 im Ersatzbataillon des Fußartillerie-Regiments Nr. 9 aus Ehrenbreitstein an der Westfront in Frankreich, wo er am 28. Mai 1918 mit Lungen- und Rippenfellentzündung in das Reserve-Feldlazarett in Allennes-les-Marais eingeliefert wurde. Nach mehrmonatigen Aufenthalten in den Lazaretten von Ostdorf/Bayern und Wittstock/Brandenburg wurde er am 22. Oktober 1918 als „garnisonsverwendungsfähig Heimat“ entlassen und als Kanonier der Wache zur Artillerie-Messschule Trier geschickt. Trotz der gesundheitlichen Beeinträchtigungen, an denen er für den Rest seines Lebens litt, wurde ihm erst im Jahr 1934 eine kleine monatliche Rente zugesprochen.
Im Frühjahr 1921 lebte Max Lazarus für einige Zeit in Berlin und nahm an der kunstgewerblichen Schule Reimann in Berlin-Schöneberg Unterricht u. a. bei Georg Tappert (1880–1957), einem der wichtigsten Künstler des Deutschen Expressionismus, und bei dem Grafikdesigner Max Hertwig (1881–1975). Aufgrund der Freiheit, die Tappert und seine Kollegen ihren Schülern in ihrer persönlichen künstlerischen Entfaltung ließen, ist nach Max Lazarus’ Zeit in Berlin zwar kein radikaler Stilwandel zu verzeichnen, allerdings ließ ihn diese Erfahrung eigenständiger und sicherer werden. Seine Pinselführung wurde lockerer und freier.

## Künstlerischer Werdegang
Zurück in Trier, lebte Max Lazarus als freischaffender Künstler und gehörte 1920 zu den Mitbegründern der „Trierer Künstlergilde“, der ersten Künstlervereinigung Triers, die in enger Verbindung zur Handwerker- und Kunstgewerbeschule stand. Bereits in den Ausstellungsbesprechungen jener Zeit klingt an, was auch von späteren Rezensenten immer wieder besonders hervorgehoben wurde, nämlich seine herausragenden Fähigkeiten als Kolorist, seine realistische Wiedergabe von Licht- und Luftstimmungen und sein außerordentliches Geschick im Umgang mit der Temperatechnik, deren Sprödigkeit und Stumpfheit er zu überwinden verstand.
Kurze Zeit später heiratete er die in Paris geborene Simone Blasberg und baute ein Haus in der Deutschherrenstraße. 1924 kam die gemeinsame Tochter Norma zur Welt. Seine Gewerbebezeichnung „Malerei“ ließ er 1925 ändern in „Kunstmalerei“. Offenbar war er zu diesem Zeitpunkt bereits in der Lage, vom Verkauf seiner Gemälde zu leben. Eine größere Anzahl von Porträts in seinem Nachlass sowie in öffentlichem und privatem Besitz lassen darauf schließen, dass er zudem auch häufiger Porträtaufträge ausführte.
Die Ausmalung der Synagoge Merzig in den Jahren 1921/22 war für Max Lazarus der Beginn seiner Karriere als Synagogenmaler. Als Harold Hammer-Schenk 1981 sein Standardwerk über den Synagogenbau in Deutschland schrieb, waren ihm noch nicht alle Synagogen bekannt, die von Max Lazarus ausgemalt worden waren, aber er bezeichnete ihn damals schon als eine der „interessantesten Persönlichkeiten, die mit dem Synagogenbau der zwanziger Jahre befasst waren“. Im Zuge der Recherchen zu der Ausstellung „Max Lazarus, Trier – St. Louis – Denver. Ein jüdisches Künstlerschicksal“ (Stadtmuseum Simeonstift Trier 2010) konnte der Nachlass des Künstlers in den USA ausfindig gemacht und ausgewertet werden. Zusammen mit den Synagogen in Homburg/Saar, Trier, Langen/Hessen, Neumagen/Dhron, Lübbecke/Westfalen, Thalfang, Herford und der Friedhofshalle in Wuppertal-Elberfeld gestaltete Lazarus Wandmalereien und teilweise auch Glasmalereien von insgesamt acht Synagogen und einer Friedhofshalle. Im Gegensatz zu den Landschaften, Stillleben und Porträts, die ihn als feinsinnigen Koloristen auszeichnen, aber in keiner Weise seine religiösen Wurzeln spüren lassen, manifestieren sich in diesen Monumentalmalereien sein jüdischer Glaube und sein profundes Wissen über dessen Symbole und Inhalte.

## Flucht und Exil in den USA
Bereits kurz nach der Machtübernahme begannen die Nationalsozialisten mit der „kulturellen Säuberung“. Max Lazarus wurde vom öffentlichen Kulturbetrieb ausgegrenzt. Einige Jahre hielt er sich mit Anstreicherarbeiten und als Maler von „Schnellporträts“ in der Trierer Innenstadt über Wasser, doch der zunehmende Druck auf die jüdische Bevölkerung veranlasste ihn schließlich, im September 1938 seine geliebte Heimat zu verlassen und mit seiner Frau und seiner Tochter in die USA zu fliehen. Einer seiner beiden Brüder emigrierte nach Brasilien, der andere nach New York, eine Schwester konnte sich in Südfrankreich versteckt halten, doch die drei anderen Schwestern, denen die Flucht nicht gelang, wurden mitsamt ihren Familien in Auschwitz, Sobibor und Lódz ermordet.
Max Lazarus ließ sich mit seiner Familie in St. Louis nieder, wo sie zunächst bei Verwandten Unterschlupf fanden. Er verdiente seinen Lebensunterhalt mit Entwürfen für Tapetenmuster und Gelegenheitsarbeiten und bemühte sich, in der neuen Umgebung Fuß zu fassen. Einen ersten Erfolg in den USA konnte er für sich verbuchen, als im Frühjahr 1939 eines seiner Gemälde zur Teilnahme an der großen Kunstausstellung „American Art Today“ auf der Weltausstellung 1939 in New York ausgewählt wurde. Im gleichen Jahr wurde Max Lazarus als Mitglied in die St. Louis Artists’ Guild aufgenommen, zu der in der Vergangenheit so bekannte Künstler wie George Caleb Bingham oder William Merritt Chase und unter seinen Zeitgenossen die Künstler Thomas Hart Benton oder Fred Conway gehörten. In der Folge stellte er seine Arbeiten gemeinsam mit ihnen in der Galerie der Artists’ Guild und im St. Louis Art Museum aus.
Die Gemälde dieser Zeit zeigen eine Veränderung in der Behandlung der Farbe und des Duktus. Max Lazarus führte seine Werke zwar seit Beginn der 1930er Jahre mit einer expressiven Handschrift aus, bei den in St. Louis entstandenen Werken jedoch ist die Farbe regelrecht aufgespachtelt. Auch das pulsierende Leben der amerikanischen Großstadt findet seinen Niederschlag: Waren die Ansichten Triers und der Mosel meist menschenleer, lassen die Darstellungen von Menschen und Autos seine Bilder nun wesentlich dynamischer erscheinen.
Er wurde mit einer ersten Einzelausstellung gewürdigt, erhielt sehr gute Besprechungen und schien sich gerade in St. Louis zu etablieren, als bei ihm eine schwere Tuberkulose diagnostiziert wurde. Die Krankheit zwang ihn, in das klimatisch günstiger gelegene Denver umzusiedeln, wo er fast zwei Jahre im Sanatorium der Jewish Consumptive Relief Society (JCRS) verbrachte. Noch während seines stationären Aufenthaltes begann Max Lazarus, seinen Mitpatienten im Rahmen der Rehabilitationsprogramme des JCRS Kunstunterricht zu erteilen. Sein Kunstkurs stieß auf eine so positive Resonanz, dass er, nachdem er Ende Juli 1944 als geheilt entlassen worden war, als Kunstlehrer eingestellt wurde. Das Leben im Sanatorium spiegelt sich in vielen seiner Gemälde und Zeichnungen.
Wieder einmal versuchte er nun, von vorne zu beginnen und in Denver Fuß zu fassen. Doch Max Lazarus befand sich mit seinem expressiven Realismus zwischen den Fronten der realistischen und der expressiven bzw. abstrakten Künstlern und sah sich den Vorbehalten beider Seiten gegenüber. Dennoch wurde er in die Denver Artists Guild aufgenommen und stellte seine Arbeiten gemeinsam mit der Gilde im Denver Art Museum aus.
Neben Landschaften und Porträts wird sein Spätwerk geprägt von einer ganzen Reihe von Tempera-Arbeiten, in denen er die fieberhafte Bautätigkeit Denvers und die urbane Expansion der 1950er Jahre dokumentierte. Die vielen Baustellen mit ihren Baggern und Kränen, ihre Lineatur und die geometrischen Strukturen, die sie mit ihren Auslegern in den Himmel malten, faszinierten ihn und wurden in den folgenden Jahren zu seinem bevorzugten Motivkreis.
Im August 1954 kehrte Max Lazarus noch einmal in seine Vaterstadt Trier zurück, um Freunde zu besuchen und die Aufenthaltsorte von Familienmitgliedern zu erforschen, von denen er seit seiner Emigration nichts mehr gehört hatte. Doch sein Gesundheitszustand zwang ihn, früher als geplant wieder in die USA zu seiner Familie zurückzukehren. Seine letzten Lebensjahre waren überschattet von einer Magenkrebserkrankung, der er am 9. Dezember 1961 in Denver erlag.

## Ausstellungen (Auswahl)
- 1914: Köln, Werkbund-Ausstellung, 15. Mai bis 8. August
- 1920: Trier, Firma Joh. Nic. Müller (Blaue Hand), Gründungsausstellung der Trierer Künstlergilde, 19. September bis 3. Oktober
- 1921: Trier, Gartensaal des Casinos, Gründungsausstellung „Malergruppe Trier“ 15. bis 24. Dezember
- 1929: Trier, Moselmuseum, Sonderausstellung im Simeonstift, Gemäldesammlung des Moselmuseums, Oktober
- 1930: Luxemburg, Galerie Menn, Einzelausstellung, 21. Juni bis 6. Juli
- 1932: Luxemburg, Galerie Menn, Einzelausstellung, 13. bis 25. Februar
- 1934: Eupen/Belgien, Hotel Klein, Einzelausstellung, Juni
- 1939: St. Louis/MO, St. Louis Art Museum, Annual Exhibition of Paintings & Sculpture by Artists of St. Louis & Vicinity, 2. bis 30. November
- 1939: St. Louis/MO, Young Men’s Hebrew Association, Einzelausstellung
- 1940: St. Louis/MO, St. Louis Artists’ Guild, Ninth Annual Exhibition of Watercolor and Craftwork, Oktober
- 1941: St. Louis/MO, St. Louis Art Museum, First Annual Missouri Exhibition, November
- 1942: St. Louis/MO, Famous-Barr Co., Einzelausstellung
- 1945: Laguna Beach/CA, Laguna Beach Art Association, 4th National Print and Drawing Exhibition, 1. bis 30. Mai
- 1945: Denver/CO, Denver Art Museum, 51st Annual Exhibition, Sommer
- 1945: Oakland/CA, Oakland Art Gallery, Thirteenth Annual Exhibition of Watercolors, Pastels, Drawings and Prints, 7. Oktober bis 4. November
- 1946: Philadelphia/PA, Pennsylvania Academy of the Fine Arts, Oktober/November
- 1946: Denver/CO, Artists Guild of Denver, Chappell House, 16th Annual Exhibition, Dezember
- 1949: Omaha/NE, Joslyn Memorial Art Museum, The 17th Annual Six States Exhibition, 2. Februar bis 13. März
- 1949: Denver/CO, Denver Art Museum, First Annual Denver Metropolitan Exhibition, November 1949 bis 9. Januar 1950
- 1951: Wichita/KS, Wichita Art Association, 20th Annual Graphic Arts Exhibition, 7. bis 29. Januar
- 1951: Austin/TX, Fine Art Association, Fourth Southwestern Print and Drawing Exhibition, März/April
- 1952: Denver/CO, Jewish Community Center, Einzelausstellung, 16. März bis 16. April
- 1955: Springfield/MA, Museum of Fine Arts, 36th Annual Jury Exhibition of the Springfield Art League, 3. April bis 1. Mai
- 1956: Canon City/CO, Gallery of the Fine Arts Center, Ninth Annual Blossom Festival, 28. April bis 26. Mai
- 2010: Trier, Stadtmuseum Simeonstift Trier, Max Lazarus, Trier – St. Louis – Denver. Ein jüdisches Künstlerschicksal, Einzelausstellung, 21. März bis 27. Juni
- 2011: St. Louis/MO, Sheldon Art Galleries, Max Lazarus, Trier – St. Louis – Denver. The Jewish Fate of an Artist, Einzelausstellung, 18. Februar bis 7. Mai
- 2011: Denver/CO, Denver Public Library, Max Lazarus, Trier – St. Louis – Denver. The Jewish Fate of an Artist, Einzelausstellung, 5. Juni bis 23. August